# Little Willie Anderson
Little Willie Anderson (* 21. Mai 1920 in West Memphis, Arkansas, USA; † 20. Juni 1991 in Chicago, Illinois, USA) war ein US-amerikanischer Bluesmusiker (Mundharmonika, Gesang).

## Leben und Wirken
Geboren in West Memphis (Arkansas), war er von Sonny Boy Williamson I. fasziniert, den er im Radio hörte, und lernte von seinem Vater die Grundzüge des Mundharmonikaspiels.
1939 kam Anderson nach Chicago und trat als Begleitmusiker von Johnny „Man“ Young auf. Später diente er Little Walter als Mädchen für alles, Chauffeur, Kumpel und gelegentlicher Stellvertreter bei Auftritten. Er wurde von manchen auch „Little Walter Junior“ genannt, da er dessen Spielweise und Bühnenshow kopierte.
Anderson versuchte erfolglos, für Chess und Cobra Records aufzunehmen. 1975 war er an einer Aufnahmesession für das Label Mr. Blues beteiligt, doch blieben die Aufnahmen unveröffentlicht. Erst 1979 bot ihm Bob Corritore die Möglichkeit, ein Album aufzunehmen. Im Chicagoer Birdland Recording Studio entstand Swinging the Blues, das auf Corritores Label Blues Over Blues erschien. Neben Anderson (Mundharmonika, Gesang) wirkten Robert Lockwood junior und Sammy Lawhorn (Gitarre), Jimmie Lee Robinson (Gitarre und Bass), Willie Black (Bass), Frank Below (Schlagzeug) sowie Pete Haskins (Altsaxofon bei einem Titel) mit. Im selben Jahr trug Anderson drei Titel zu dem Album Blues from Chicago bei.
In den 1980er Jahren spielte Anderson oft in der Maxwell Street und auf dem Delta Fish Market. Zu seinen musikalischen Freunden zählte auch der Mundharmonikaspieler und Sänger Lester „Mad Dog“ Davenport.